# Володина, Светлана Юрьевна
Светлана Юрьевна Володина (род. 4 сентября 1969 года, Чердынь, Чердынского района, Пермской области — 23 декабря 2010) — российская писательница, поэтесса. Почётный гражданин г. Чердынь (1997 г.), член Союза писателей России (1998 г.), член Российского авторского общества (1998 г.)

## Биография
Родилась 4 сентября 1969 года в семье медиков в городе Чердынь. Стихи начала писать в первом классе. В 12 лет впервые участвовала в районном литературном конкурсе, где её стихотворение жюри признало лучшим.
Окончила чердынскую музыкальную школу по классу фортепиано.

### Болезнь
В 14 лет врачи подтвердили неизлечимое заболевание. Светлана Юрьевна перенесла в ленинградской клинике две операции на голове. Жизнь Светланы Володиной могла оборваться в любое время.
Позднее в своём дневнике писала: 

«Мне уже 18 лет… разрушилось столько надежд… Что же дальше? …Искать! Искать цель и стремиться к ней! Я должна жить так, чтобы после моего ухода едва знакомые мне люди сказали: „Как нам её не хватает!“ Вот к чему я буду стремиться — жить для людей!»

### Образование
Среднее образование (1987 г.), в 1995 году окончила Уральский государственный университет имени А. М. Горького факультет журналистики (заочно), получив красный диплом.

### Работа
С 1987 по 1999 работала журналистом в чердынской газете «Северная звезда».
В 1999—2000 гг. работала научным сотрудником краеведческой библиотеки Чердынского музея.
Она вела архивы музея, содержащие огромное количество информации, которую позднее она использовала для написания книг.
Об этом периоде жизни она писала: 

«Год работы в Чердынском музее стал для меня подарком судьбы: в этих тихих, светлых залах я впервые поняла, что значит любить и ценить место, где ты родился, что значит уважать людей, живших когда-то в Чердынском крае, и своих современников».

## Творчество
Последние 10 лет жизни Светлана Юрьевна проводила преимущественно дома. Тяжелая болезнь не давала возможности встречаться с читателями лично, поэтому общение проходило в интернете. В эти годы она вела онлайн-кружок журналистов.
Дружила с поэтами, литературоведами. Наиболее близки для неё в то время стали Борис Хоменко и Фёдор Востриков

«…Поздравляю, Светлана Володина,
Что даруешь признанье и свет,
Ведь не зря ты рифмуешься с Родиной,

Стало быть, ты от Бога поэт!» Б. Хоменко 

### Книги
С. Ю. Володина — автор 14 книг, которые начали издаваться с 1993 года.
- «Родная музыка берёз» (1993 г.),
- «Ромашковое поле» (1995 г.)
- «Чистый родник» (1997 г.)
- «Тихой Родины свет…» (2004 г.)
- «Талисман» (2007 г.)
- «Стихи в альбом» (2010 г.)
- «Легенды и сказания Чердынской земли» (2004 г.)
- «Золотая мельница. Чердынские сказки» (2009 г.)
- «Сказки Древней Чердыни»[2] (2008 г.), за которую в 2009 году была удостоена всероссийской литературной премии им. Петра Павловича Ершова.
- «Чердынь — тайна вечная…» (2000 г.)
- «Святого узника душа. Зачердынская быль», (2005 г.) посвященная, 405-летию заточения московского боярина Михаила Никитича Романова.
- «С любовью и верой. Святые и святыни Чердынской земли» (2006 г.) посвященная 460-летию битвы у деревни Кондратьева Слобода.
- «Свет сердец неугасимый» (2009 г.)
- «Жизнь — река» (2012 г.) Эта книга вышла в свет благодаря родителям Светланы и её друзьям, подготовившим рукопись к печати.

### Награды и премии
- Почётный гражданин г. Чердынь (1997 г.)
- Член Союза писателей России (1998 г.)
- Член Российского авторского общества (1998 г.)
- Лауреат областных литературных конкурсов, посвящённых памяти журналиста Валерия Дементьева и 200-летию Пермской губернии
- Лауреат губернаторской премии в сфере культуры и искусства (2002 г.)
- Лауреат IV конкурса всероссийской литературной премии имени П. П. Ершова (2009 г.)

### Память
В Чердыни память С. Ю. Володиной увековечена мемориальной доской на здании бывшей школы № 2. В сентябре 2015 года в городе Чердынь открыт литературный сквер имени Светланы Володиной.